# Verrucosa chanchamayo
Verrucosa chanchamayo Lise, Kesster & Silva, 2015 è un ragno appartenente alla famiglia Araneidae.

## Etimologia
Il nome della specie deriva dalla provincia peruviana di rinvenimento degli esemplari: la provincia di Chanchamayo.

## Caratteristiche
L'olotipo femminile rinvenuto ha lunghezza totale è di 5,20mm; la lunghezza del cefalotorace è di 2,20mm; e la larghezza è di 2,25mm.

## Distribuzione
La specie è stata reperita nel Perù centrale: l'olotipo femminile è stato rinvenuto nei pressi della località Fundo la Génova, a vari Km dalla cittadina di Junín, nella provincia di Chanchamayo.

## Tassonomia
Al 2015 non sono note sottospecie e non sono stati esaminati nuovi esemplari.